# Schwarzbach (Horn)
Pour les articles homonymes, voir Schwarzbach.
Ne pas confondre avec les autres cours d'eau nommés Schwarzbach, notamment le Schwartzenbach, un autre affluent de la Horn.
Le Schwarzbach est un ruisseau qui coule dans le pays de Bitche en Moselle. Il constitue la dernière section du ruisseau d'Eppenbrunn (allemand : Trualbe). C'est un affluent de la Horn, elle-même affluent d'un autre Schwarzbach et donc un sous-affluent du Rhin.

## Hydronymie
Le ruisseau partage son hydronyme avec de nombreux autres cours d'eau de la région :
- Le Schwarzbach, rivière affluente de la Blies dont il est un sous-affluent.
- Le Schwartzenbach ou Schwarzbach, ruisseau qui lui aussi est un affluent de la Horn, avec laquelle il conflue 4,5 km plus en amont que ce Schwarzbach.
- Le Schwarzbach, rivière affluente du Falkensteinerbach.
- Le Schwarzbach, ruisseau affluent de la Sarre qui coule dans les communes de Wœlfling-lès-Sarreguemines, Wiesviller et Zetting.

## Géographie
Le Schwarzbach naît en plein cœur du village de Walschbronn, au confluent entre le ruisseau d'Eppenbrunn, le Laufersbach et l'Umbach. Il coule vers l'ouest et passe dans la commune de Waldhouse. Il rejoint la Horn dans la vallée de cette même commune,.

## Communes traversées
- Moselle : Walschbronn et Waldhouse[1],[3].

## Affluents
- Laufersbach
- Umbach[3]